# 黒猫亭事件
『黒猫亭事件』（くろねこていじけん）は、横溝正史の短編推理小説。「金田一耕助シリーズ」の一つ。1947年（昭和22年）12月『小説』誌にて発表された。角川文庫『本陣殺人事件』に収録されている。

## 概要
この作品は、1947年（昭和22年）12月『小説』誌第3号に原題『黒猫』で発表された作品で、原稿用紙で200枚の中編である。金田一耕助ものとしては『本陣殺人事件』・『獄門島』に次ぐ3作目となる。ただし、発表は『獄門島』より早かった。1950年、第2回探偵作家クラブ賞 短編部門の候補作品にノミネートされる。
発表時に掲載された「作者の言葉」では、「出来るだけドスぐろい犯罪をドスぐろく」書こうとした旨が記されている。作品冒頭に推理小説のトリックについての言及があり（後述#トリックについてを参照）、「顔のない死体」への挑戦をテーマとして、単なるそのトリックの利用だけではなく、さらに一捻りを加えた作品に仕上がっている。そこに表題にもある黒猫が作品全体のムードを盛り上げている。

## あらすじ
1947年（昭和22年）3月20日深夜、東京近郊の武蔵野の面影が多分に残るG町の派出所詰めの巡査・長谷川は、巡回中に酒場「黒猫」にさしかかる。そこは1週間前から空き家同然となっているはずだが、その裏庭にて隣接する寺の若い僧・日兆が穴を掘っているところを目撃する。不審に思った長谷川が穴の中を確かめると、そこには腐乱しかけた女の屍体があり、しかもその顔の部分は完全に損壊し、容貌すら判別できない。
検死の結果、死因は頭の傷で、他殺である。全裸であったため、かもじをつけた若い女としかわからない。さらに、同じ場所に黒猫の死体が埋められていた。「黒猫」には黒猫が飼われていたから、当然それかと思われたが、直後に、黒猫が健在であることが確認された。
長谷川巡査によると、この家には糸島とその妻お繁が暮らしていた。彼らがここに来たのは昨年夏のことで、2人とも中国からの引き揚げ者であった。家には他に若いお君が住み込みで働き、客の相手をしていたのは通いの加代子、珠江の2人の女だった。閉店したのは1週間前、夫婦以外のものとは、それ以降に顔を合わせていた。また、お繁とも閉店の頃に会ったという。死体の死亡推定日時は、それより2週間も前である。つまり、店の者には、死体に該当する者がいない。
また、お繁は引き揚げ時に糸島とはぐれ、当初は1人であったが、横浜で土建業者・風間の愛人をしていて、糸島とよりを戻したあとも密かに会っていること、糸島の方もダンスホールの鮎子という愛人がいることなどを長谷川巡査はお君から聞いていた。そのため夫婦間にいざこざが絶えなかったが、最近はお繁も反省して、生活を清算して夫婦まともに暮らしたいと言っていたとのことであり、店を引き払う理由はそれだったと推察された。室内を調べて、居間の床と壁に血液の痕跡を見つけた。
店を買った男は糸島に面識はあったが、お繁は見たことがなかった。通いの女たちからも、店を閉める前の2週間、お繁は病気でこもっていて、顔を見ていないことが知らされる。またその頃、これまでなついていた黒猫が急に馴れなくなったことがあり、後から考えると猫が変わったらしいのだが、糸島は言い訳をして、それを隠そうとしたという。また、鮎子のものらしいパラソルを見かけたが間もなく無くなっていた、庭に穴を掘った跡があり糸島が野菜でも作ろうと思ったと言い訳した、などのことから、彼女らは鮎子が糸島のところにきてお繁に殺され、それを糸島が埋めたのではと言い出す。
糸島夫婦は神戸に行ったことになっていた。それに、引き揚げ者であり、写真などもなかった。そのため、捜査は難航する。ダンスホールでは、鮎子のことを知っていたが、中国からの引き揚げ者であること以外、何もわからない。風間は、お繁との交際は認めたものの、その話からはお繁の人となりしか聞き取れない。鮎子については、同じ船で引き揚げてきた人物の話で小野千代子ではないかと思われたが、彼女も、糸島もお繁も、その後の消息は結局わからない。
ところが26日、「黒猫」で働いていた大工が警察にやってきた。彼は、日兆が「二、三日前に死体の足を見て、掘って調べる気になった」と言ったことを聞きつけ、前日に庭掃除をしたとき、そんなものはなかったと証言する。改めて日兆に問うと、彼は嘘を認めた。彼が新しく言ったのは、以下のことだった。28日に糸島が庭に穴を掘っていて、黒猫を埋めたと言った。その後、奇妙な視線を奥座敷から感じてお君たちに聞くと、奥座敷にいるのはお繁だが、病気だから会えないとのこと。そこで、奥座敷の女が手洗いに出るのを見張ると、その女はお繁の姿ながら顔はお繁ではなかった。それでいよいよ怪しんで、穴を掘り返したのだと。このことで、警察は殺されたのは鮎子ではなくお繁であり、鮎子は2週間の間、お繁になりすましていたと判断。身代わりをしたのは、それによって糸島とともに高飛びする準備が必要だったからと考えた。これが新聞発表されると、それを見た風間は、ちょうどめんどうを見ていた金田一の元に走り、捜査を要請した。
3日後、捜査本部に、警視庁の人物の推薦状を持った金田一がやってきた。彼は一通りの調査の後にそこに来たのだ。彼は担当者たちに｢幽霊をお眼にかける｣と言って、まず日兆を呼び出す。彼が捜査本部に向かっているのを確認して、金田一は担当者たちを「黒猫」の裏手の墓地に案内した。そこで、新しく穴を掘った形跡を確認、掘ってみると糸島の死体が現われた。金田一は次に、その傍の土蔵に一同を案内、扉を開けた途端に銃声が響く。土蔵にかくまわれていた「鮎子」の姿のお繁が、銃を撃ったのだ。彼女は金田一に照準を定めるが、そこに風間が現れて制止する。真相を風間に知られたことで、お繁は心臓を撃って自殺した。
翌日、金田一のところに関係者が集まった。彼は風間から、糸島が「お繁は過去に夫を毒殺したことがある」と言っていたことを聞き、彼女の前身を確認した。お繁は大工の娘で本名は「松田花子」であり、洋画家で資産家の三宅順平に嫁ぐが姑・やす子と合わず、姑の毒殺を企み誤って夫を毒殺してしまったため、警察の手が及ぶ前に中国に高飛びしたのだった。そこで素性を知った糸島に捕まり、食い物にされていたのだろうという。引き揚げの際に先に帰国したのも彼女の意図であったと思われる。そして彼女は風間に会い、初めて恋をした。しかしそこに糸島が現れ、せっかくかち得た幸福をうちくずそうとする糸島を殺すことにしたと推測する。鮎子は彼女の変装であり、彼女はお繁と鮎子という2人の女を演じていた。無論糸島も知っていたことで、一種の遊びとして彼女が持ちかけたのだろう。お繁に横恋慕していた日兆は、計画に利用されたらしい。千代子を殺して日兆に埋めさせ、同時に黒猫も殺した。これは千代子の殺害時に部屋中に散った血糊をごまかすと同時に、糸島に穴を掘らせ、代わりの黒猫を捜させるなど、彼を怪しいものに仕立てる意味もあった。その後、わざと体に合わない化粧品をつけて奥にこもり、転居を持ちかけ、引き払うと同時に糸島を殺した。多分、お繁は日兆も殺す気でいたのだが、日兆に閉じ込められたことで逃亡の機会を逃がしたのだ。金田一により警察署に呼び出された日兆は騙されたことに気づき、発狂してしまう。

## 登場人物
- 金田一耕助 - 私立探偵。
- 長谷川 - 巡査。
- 日兆 - 日蓮宗・蓮華院の僧。お繁に横恋慕しており、彼女の共犯になった。お繁捕縛のために騙されて警察に呼び出されたことを知った途端、発狂する。
- 村井 - 刑事。
- 糸島大伍 - 酒場「黒猫」の主人。お繁の表面上の共犯であり、標的でもある。
- お繁 - 「黒猫」のマダム。大伍の妻。大工の娘で結婚前の本名は「松田花子」。事件の主犯。嫁姑の争いの果てに姑・やす子の毒殺を企んで誤って夫・三宅順平を殺してしまい、警察の手が伸びる前に大陸に逃げた。逃げそびれて真相を暴かれ、絶望して自殺を遂げた。
- お君 - 「黒猫」の従業員。
- 加代子 - 「黒猫」の従業員。
- 珠江 - 「黒猫」の従業員。
- 桑野鮎子 - 日華ダンスホールのダンサー。実は、お繁の一人二役で実在しない。
- 小野千代子 - 大伍と共に復員してきた女。自身の身代わりにしようとしたお繁と共犯の日兆に惨殺された。冒頭で発見され、埋められていた女性の死体は彼女である。
- 風間俊六 - 土建業・風間組の親分。金田一の同窓の友人。久保銀造・神門貫太郎と共に金田一の生活を支えるパトロンの1人。40歳に少々間のありそうな金田一と同い年の30代。本妻はいないのだが、愛人を複数抱えており、糸島が現れるまでお繁も横浜で囲っていた。
- おせつ - 風間の愛人の1人。風間がお得意先の接待のために建てた割烹旅館「松月」の女将。

## トリックについて
作品の冒頭、作者自身をモデルとする話者が推理小説のトリックについて論じるシーンがあり、密室殺人・一人二役・顔のない死体を指して三大トリックであることなどという下りがある。そこでは、この3つのうち、一人二役は読者にばれれば終わりのトリック、あとの2つは最初から読者に示されるトリックであること、また「顔のない死体」は、ほとんどの場合、被害者と犯人の入れ替わりになっていることを横溝が金田一に述べる。それに対して、金田一が「顔のない死体で、入れ替わりではなくて、おもしろい事件があるかもしれない」といって、そういう事件に遭遇した場合には知らせることを約束する。この事件は、それに対する答えとして送られてきたという設定になっている。

## 作者と金田一耕助
金田一シリーズは作中の設定において、作者・横溝（ただしイニシャル以外の名前は明記されない）が金田一の活躍を聞いて書いたものとされており、作者自身が作中に登場する例も少なくない。第1作『本陣殺人事件』は作者が事件当時の関係者から取材してまとめたという設定であるが、そのあと金田一自身が作者を「自分の伝記作者」（金田一の科白では「ぼくの記録係り」）として認め、その情報提供に基づいて第2作『獄門島』以降を執筆したという設定が、本作の冒頭で語られている。
1946年（昭和21年）秋、『本陣殺人事件』の連載中であった作者の疎開先を、金田一が突然訪れた。獄門島へ渡る前にパトロンである久保銀造のところへ立ち寄ったときに、自分のことを小説に書いている人があるということをきいて大いに驚き、雑誌社に手紙を出して作者の居所をたずねておいたという。そして獄門島からかえってみると返事がきていたので「因縁をつけにきた」という。しかし、金田一の口ぶりには少しも悪意が感じられず、一種の親しみを覚えた。そして、金田一は作者宅に3晩逗留するうちに『獄門島』事件について語り、それを小説に書くことも許した。このときに探偵小説のトリックの分類についての議論になり（#トリックについて参照）、そのときの約束を果たすべく1947年（昭和22年）春に金田一が送ってきた記録が本作の元になっているという設定である。
このことについて、前述の「作者の言葉」には、この作品を書いて初めて金田一に好意と友情を感じられたこと、その意味で、これからも書き続けられるであろう彼のシリーズでも最も作者の愛する作となるだろう、と書いている。
なお、金田一がこの事件の記録を送ってきた手紙には「東京へかえって来て最初にぶつかった事件」と記されているが、明らかに東京での事件である『黒蘭姫』が本作よりも時系列的に先行すると考えられているという矛盾がある。また、本事件と同時期と考えられる『暗闇の中の猫』も、作者が金田一に「東京に腰を落ち着けてから最初に取り扱った事件」を尋ねたのに答える形で語られている。

## 風間俊六の人物像
本作は風間俊六の初登場作品である。風間俊六は金田一のパトロンの1人として多数の作品に登場するが、多くの場合は簡単にしか紹介されておらず、名前しか出てこない作品も少なくない。詳しい人物像は専らこの作品で描写されている。
本作ではまず、「黒猫」のマダム・お繁が中国から引き揚げてきたあと糸島大伍が追ってくるまで2号か3号かにおさまっていた旦那である「浜の土建業の親分」として名が挙がり、村井刑事が事情聴取に出向くところで具体的に描写される。刑事が想像していた、年をとった脂ぎった人物という予想とはおよそかけはなれた、40歳に4、5年、間のありそうな年頃の、頭を丸刈りにした、まだ多分に書生っぽさが残っている人物。しかし話してみると、老成した口調には一種の重みがあって、ちょっとした身のとりなしにもヒヤリとするような鋭さがあり、一方でそれを露骨に見せないだけの身についた練れもできていた。
そのあと、捜査本部に姿を現した金田一の口から、風間との関係が語られる。中学時代の同窓で、東北のほうの中学を出ると2人で東京へ出てきて、しばらく神田の下宿でゴロゴロしていた。金田一がアメリカへ渡っている間は硬派の不良になって押し借りゆすりをしていたが、金田一が帰国したころには何とか組の顔役になっていた。金田一が兵隊にとられて縁が切れてしまったが、復員後に岡山県で「獄門島」事件などを手がけた帰りの汽車で再会する。横暴で怖いもの知らずのヤミ屋の一団が汽車に乗り込んできて戦々兢々となったところ、決然として立ち上がった男がヤミ屋の親分に何やら告げると俄然形勢一変、いっぺんに静粛になり平身低頭、鞠躬如として礼譲を極めた。警官諸公でさえ手に負えぬ暴君をたった一言でおさめるとは、昔の黄門さんのような偉い人であると、つくづく見直すと風間であったという。
風間には多数の愛人がいるが本妻はないという設定であり、シリーズに頻出する「松月」の女将・節子（おせつ）のことも「2号さんだか3号さんだかわからないが」（作品や場面によっては4号ないし5号まで進む）などと記述される。本作でも金田一が事件解決後の謎解きの場面で「何しろ13人もお妾を持っているこの男のことだから」と発言し、「馬鹿を言え」と憤る風間に対して「あっはっは、13人ではまだ不足かい」と返している。一方、風間自身は村井刑事にお繁との関係を問われた際に「向こうさまのお目当ては、あっしの抱いてる新円にある」と応じている。

## テレビドラマ

### 1978年版
『横溝正史シリーズII・黒猫亭事件』は、毎日放送・TBS系列で1978年9月2日から9月9日まで毎週土曜日22時 - 22時55分に放送された。全2回。
おおむね原作に忠実だが、以下のような変更がある。
- 1947年（昭和22年）晩秋の設定。風間は金田一の同期ではなく先輩である。金田一は宿が無いといって風間を訪ね、「松月」に逗留するようになるが、おせつに相当する女将の名は不明である。
- 黒猫亭の女給は加代子のみで珠江は登場しない。蓮華院の住職は栄養失調で死亡しており、寺は日兆が一人で守っていた。
- お繁は姑を殺害しようとして逮捕され証拠不充分で釈放された過去（誤って夫を殺害した設定は無い）を風間に明かしていた。大陸に行ったのは、この経緯で居辛くなったから。お繁は本名で、松田花子の偽名という設定は無い。
- 金田一が千代子を探して玉の井の女郎屋を訪ね、千代子を逃がしたと思われて殴られる展開がある。
- お繁が自分の嫉妬の相手を糸島には千代子と思わせ、店員たちには鮎子と思わせていたトリックは説明されない。
- 日兆は証言を翻して間もなく、鉄道に飛び込み自殺する。
- お繁は金田一を道連れに無理心中を図るが、風間に説得され逮捕される。お繁が逃げずに蓮華院に潜んでいた理由は明らかにならない。

キャスト
- 金田一耕助 - 古谷一行
- 日和勇警部 - 長門勇
- お繁（酒場「黒猫亭」マダム） - 太地喜和子
- 風間俊六 - 近藤洋介
- 日兆 - 池田秀一
- 糸島大伍（お繁の夫） - 田口計
- 長谷川（巡査） - 多賀勝
- 「松月」女将 - ひろみどり
- お君（「黒猫亭」元女給） - 井上聡子
- 村井（刑事） - 田中弘史
- 早坂（支配人） - 浜田雄史
- 浜本（風間建設労務者） - 野崎善彦

スタッフ
- 企画 - 角川春樹事務所、毎日放送
- プロデューサー - 青木民男（毎日放送）、香取擁史、西岡善信
- 脚本 - 安倍徹郎
- 撮影 - 渡辺貢
- 照明 - 山下礼二郎
- 美術 - 西岡善信
- 衣装 - 伊藤なつ
- 美粧 - 竹村浩二
- 結髪 - 石井ヱミ
- 協力 - 山崎かつら、京阪商会、高津商会、京都衣装
- 現像 - 東洋現像所
- 音楽 - 真鍋理一郎
- 主題歌 - 茶木みやこ「あざみの如く棘あれば」
- 監督 - 渡邊祐介
- 制作 - 毎日放送、大映京都、映像京都

| 毎日放送・TBS系列 横溝正史シリーズII | 毎日放送・TBS系列 横溝正史シリーズII | 毎日放送・TBS系列 横溝正史シリーズII |
| 前番組                               | 番組名                               | 次番組                               |
| ------------------------------------ | ------------------------------------ | ------------------------------------ |
| 女王蜂 （1978年8月12日 - 8月26日）   | 黒猫亭事件 （1978年9月2日 - 9月9日） | 仮面劇場 （1978年9月16日 - 10月7日） |

### 2000年版
『名探偵・金田一耕助シリーズ・トランプ台上の首』は、TBS系列の2時間ドラマ「月曜ドラマスペシャル」（毎週月曜日21時 - 22時54分）で2000年10月30日に放送された。
表題は『トランプ台上の首』となっているが、内容は専ら『黒猫亭事件』に基づいている。原作に無い「マジック」という要素が加えられていて、原作の1つとしてクレジットされている『トランプ台上の首』は単にマジックのモチーフとして使われているに過ぎず、推理小説としての内容は全く継承されていない。本作に於ける金田一の「マジック愛好家」という設定は『金田一少年の事件簿』からの逆輸入である。
メインゲストが演じる女性マジシャン・紅マヤ（原作の桑野鮎子に相当）は金田一の手品の師匠という設定である。「黒猫亭」を経営する糸島礼次郎（原作の糸島大伍）の妻・繁子（原作のお繁）こと松田花子は、手品師だった父・右京丸の死後、引き取って虐待していた養父（叔父）を殺していた。マヤと同一人物であったと最後に判明するのは原作と同様である。興行師だった糸島は右京丸と花子を知っており、引揚船で遭遇した繁子を食い物にしていた。繁子はマヤとの二重生活を当初秘密にしていたが、気付いた糸島はそれを容認し、周囲にはマヤも愛人の1人と思わせていた。
日兆は谷中の蓮正寺の僧侶で、「黒猫亭」の庭ではなく寺の境内から、全身ではなく頭蓋骨を発見する。頭蓋骨の主である千代子（苗字は小野ではなく桑野）はマヤが所属する魔術団の元団員であり、糸島と愛人関係になってマヤの正体を知り、脅迫していた。糸島は千代子殺害と同時期に撲殺されて死体は防空壕に隠されていた。糸島が黒猫の死体を埋めたというのは単に日兆がそのように証言しただけであり、実際には日兆が千代子を埋めて白骨化するまで待ってから頭蓋骨を掘り出していた。金田一たちがそのことに気付いたころ、日兆は絞殺されて首吊り死体で発見される。
原作の風間俊六に替えてマジシャン・風間隼人が登場し、マヤと風間は互いを公私にわたる将来のパートナーとして考えていた。金田一は歯科医を巡ってレントゲン写真を集め、頭蓋骨の主が千代子であること、マヤと繁子が同一人物であることを証明する。そして、マヤに全てを告白させた後、マヤと風間に最後のマジックショーを求める。
キャスト
- 金田一耕助 - 古谷一行
- 河合（警部） - 谷啓
- 紅マヤ（「くれなゐ魔術団」女性マジシャン） - 古手川祐子
- 風間隼人（「くれなゐ魔術団」団員） - 三浦浩一
- 糸島礼次郎（酒場「黒猫亭」経営） - 石山葎雄
- 服部（巡査） - 野添義弘
- 丸山（刑事） - 渡辺寛二
- 山下（刑事） - 小林健
- 日兆（蓮正寺の僧侶） - 出光秀一郎
- 寿代（「くれなゐ魔術団」団長） - 高畑淳子
- オキミ（「黒猫亭」元賄い） - 阪上和子
- 園田（歯科医） - 久保幸一
- トウベイ（マヤの実父・右京丸の弟弟子） - 笠井一彦
- 関東医科歯科大学教授 - 名取幸政
- 千代子（「くれなゐ魔術団」元団員） - 田村友里
- タマエ（「黒猫亭」ホステス） - 椿真由美
- 松田膳作（糸島繁子の養父・故人） - 天田益男
- シルク（「くれなゐ魔術団」団員） - ボナ植木
- ハット（「くれなゐ魔術団」団員） - パルト小石
- 吉松（元刑事） - 森塚敏
- 住職 - 小池榮

スタッフ
- 企画 - 戸田界（TBS）
- プロデューサー - 大下晴義
- プロデューサー補 - 土橋覚
- 脚本 - 峯尾基三
- 撮影 - 木村弘一
- 照明 - 村澤浩一
- 選曲 - 合田豊
- 録音 - 福部博国
- 編集 - 奥原茂、沢川淳
- マジック指導 - ナポレオンズ
- 歯科指導 - 東京歯科大 水道橋病院
- タンゴ指導 - HIROMIC STUDIO（小仲井宏美）
- 企画協力 - 角川書店、かとう企画
- 助監督 - 児玉宜久
- 監督 - 吉田啓一郎
- 製作 - 東阪企画、TBS